# Боратол
Боратол (правильнее «баратол»), так называемая «медленная взрывчатка» — смесевое взрывчатое вещество со стабильной скоростью детонации, представляющее собой смесь тринитротолуола с бариевой селитрой (нитрат бария), и некоторыми добавками. Скорость детонации — около 4 км/с.

## Применение
Боратол применялся в составе устройства фокусирующих детонационных линз обжатия делящегося материала в устройствах ядерных бомб. Боратол создан в научной лаборатории «Манхэттенского проекта» под руководством украинского эмигранта и будущего специального советника президента США по науке и технике, химика Георгия Кистяковского. См. также: Composition B -  "быстрый" компонент этих устройств.